# Batman-Talsperre
Die Batman-Talsperre (türkisch Batman Barajı) ist eine der 22 Talsperren des Südostanatolien-Projektes GAP in der Türkei. 
Sie steht am Batman Çayı, einem Nebenfluss des Tigris, im Südosten der Türkei und dient der Stromerzeugung und Bewässerung. Das Wasserkraftwerk hat eine Leistungsfähigkeit von 198 MW und ging 1998 in Betrieb. Jährlich können 483 GWh Strom erzeugt werden. Die bewässerte Fläche umfasst 37.744 km².
Der Staudamm aus Schüttmaterial ist 71,5 m hoch bzw. 85 m über der Gründung.